# 続・黄金の七人 レインボー作戦
『続・黄金の七人 レインボー作戦』（ぞくおうごんのしちにんレインボーさくせん、Il grande colpo dei sette uomini d'oro）は、1966年のイタリア・フランス・スペインの犯罪コメディ映画。監督はマルコ・ヴィカリオ、出演はフィリップ・ルロワとロッサナ・ポデスタなど。『黄金の七人』（1965年）の続編である。

## ストーリー
前作『黄金の七人』のラストシーンからストーリーが始まる。教授とジョルジャ、そして6人の男たちは、南米某国の革命派リーダーである「将軍」の誘拐を多額の報酬で請け負う。しかしそこは彼らのこと、誘拐任務の遂行と並行して、莫大な金塊の略奪計画を進めていく。奇想天外な新兵器と手練手管、そして絶妙なチームワークで複雑な二面作戦を進める。

## キャスト
| 役名                 | 俳優                           | 日本語吹替                               | 日本語吹替                     |
| 役名                 | 俳優                           | 日本テレビ版                             | NETテレビ版                    |
| -------------------- | ------------------------------ | ---------------------------------------- | ------------------------------ |
| “教授”アルベール     | フィリップ・ルロワ             | 矢島正明                                 | 広川太一郎                     |
| ジョルジャ           | ロッサナ・ポデスタ             | 山東昭子                                 | 平井道子                       |
| アドルフ             | ガストーネ・モスキン           | 小林清志                                 | 小林清志                       |
| アルド               | ガブリエレ・ティンティ         | 伊武正己                                 | 野島昭生                       |
| アルフレッド         | モーリス・ポリ                 | 山口テイ助                               | 仲木隆司                       |
| アウグスト           | ジャンピエロ・アルベルティーニ | 雨森雅司                                 | 神山卓三                       |
| アルフォンソ         | マヌエル・サルツォ             | 青野武                                   | 徳丸完                         |
| アンソニー           | ダリオ・デ・グラッシ           | 西山連                                   | 石森達幸                       |
| ペドロ               |                                |                                          | 渡部猛                         |
| ハリスン氏           |                                |                                          | 若本紀昭                       |
| シンプソン氏         | リカルド・モンタルバン         |                                          | 国坂伸                         |
| フィッツジェラルド氏 |                                |                                          | 清川元夢                       |
| トンプソン氏         |                                |                                          | 横井光夫                       |
| ロジャース長官       |                                |                                          | 城山知馨夫                     |
| 艦長                 | アントニオ・モリノ・ロホ       |                                          | 木原正二郎                     |
| 中尉                 | ジャック・エルラン             |                                          | 若本紀昭                       |
| 司令官               | イグナツィオ・スパラ           |                                          | 田中康郎                       |
| 将軍                 | エンリコ・マリア・サレルノ     | 久松保夫                                 | 島宇志夫                       |
| 不明 その他          | N/A                            | 仁内建之 藤本譲 松岡文雄 村松康雄 筈見純 | N/A                            |
| 日本語版制作スタッフ |                                |                                          |                                |
| 演出                 | 演出                           | 長野武二郎                               | 春日正伸                       |
| 翻訳                 | 翻訳                           | 大野隆一                                 | 宇津木道子                     |
| 効果                 |                                |                                          |                                |
| 調整                 |                                |                                          |                                |
| 制作                 | 制作                           |                                          | ニュージャパンフィルム         |
| 解説                 | 解説                           | 水野晴郎                                 | 児玉清                         |
| 初回放送             | 初回放送                       | 1972年10月4日 『水曜ロードショー』       | 1975年11月1日 『土曜映画劇場』 |

※ NETテレビ版はHDニューマスター版DVD&BDに収録。

## スタッフ
- 監督、製作、脚本：マルコ・ヴィカリオ（イタリア語版）
- 撮影：エンニオ・グァルニエリ（イタリア語版）
- 音楽：アルマンド・トロヴァヨーリ、	カルロ・ルスティケリ

日本語版
| -    | 日本テレビ版           | NETテレビ版            |
| ---- | ---------------------- | ---------------------- |
| 演出 | 長野武二郎             | 春日正伸               |
| 翻訳 | 宇津木道子             | 宇津木道子             |
| 制作 | ニュージャパンフィルム | ニュージャパンフィルム |